# Odo iz Arezza
Številni srednjeveški glasbeni teoretiki, imenovani Odo, so bili iz zgodovinskih razlogov pomešani. Za drugega pomembnega teoretika s tem imenom glej članek Odo iz Clunyja.
Odo iz Arezza, tudi opat Odo, italijanski skladatelj in glasbeni teoretik, * 10. stoletje, Arezzo.
O njegovem življenju je malo znanega, Deloval je kot opat v okviru škofije, ki jo je vodil Donatus iz Arezza. Odov prispevek glasbi je bil tonarij (knjiga napevov, ki običajno vsebuje antifone in responzorije) z razpravo o tonovskih modusih, ki so preživeli v dvajsetih rokopisih; štirje izmed njih so pripisani Odu. 
Delo Dialogus de musica je bilo dolgo pomotoma pripisovano Odu iz Arezza.